# كسر مالغيني
كسر مالغيني (بالإنجليزية: Malgaigne's fracture)‏ هَو كسر فِي الحوض الرأسي مَع خَلع ثنائي في الحَوض العجزي وَكسر في فرع العانة. سُميت بهذا الاسم نسبة إلى جوزيف فرانسوا مالغيني.